# زهورافكي (كريم)
زهورافكي (Журавки) هي مدينة في مقاطعة كريم في أوكرانيا.
يبلغ عدد سكانها حوالي 3091 نسمة.